# Nathan Frazer
Benjamin Timms (Baliato di Jersey, 23 luglio 1998) è un wrestler britannico sotto contratto con la WWE.
In carriera ha detenuto una volta l'NXT Heritage Cup e due volte l'NXT Tag Team Championship insieme a Axiom.

## Carriera

### Circuito indipendente (2018–2020)
Timms fece il suo debutto nel mondo del wrestling nel 2018 sotto il ring name Benjamin Carter esibendosi in varie federazioni indipendenti, incluse anche federazioni maggiori come la Impact Wrestling e la All Elite Wrestling.

### WWE (2020–presente)

#### NXT UK(2020–2022)
Il 17 dicembre 2020 la WWE annunciò di aver messo Timms sotto contratto. Venne poi assegnato al territorio di sviluppo di NXT UK dove debuttò con il ring name Ben Carter nella puntata del 7 gennaio 2021 affrontando Jordan Devlin per l'NXT Cruiserweight Championship venendo tuttavia sconfitto. Dopo aver sconfitto Josh Morell e Sam Gradwell, l'11 marzo venne annunciato il cambio di ring name di Carter in Nathan Frazer.
Nella puntata di NXT UK del 3 giugno Frazer e Jack Starz fecero coppia per affrontare i Pretty Deadly (Lewis Howley e Sam Stoker) per l'NXT UK Tag Team Championship venendo tuttavia sconfitti. In seguito, Frazer entrò in competizione per diventare il contendente n°1 all'NXT UK Heritage Cup ma fallì quando venne eliminato da Teoman. Successivamente, Frazer provò a diventare il contendente n°1 all'NXT United Kingdom Championship il 23 settembre ma dal match contro A-Kid e Rampage Brown ne uscì vincitore il primo. Il 3 marzo 2022 Frazer combatté il suo ultimo match ad NXT UK perdendo contro Il'ja Dragunov, fallendo nel conquistare l'NXT United Kingdom Championship.

#### NXT(2022–presente)
Il 12 aprile venne annunciato il debutto di Frazer ad NXT; tale debutto avvenne nella puntata speciale NXT Spring Breakin' del 3 maggio sconfiggendo Grayson Waller grazie anche alla distrazione di Andre Chase. Nella puntata di NXT 2.0 del 2 agosto rispose alla Open challenge di Carmelo Hayes per l'NXT North American Championship ma venne sconfitto a causa dell'intervento di Giovanni Vinci. Successivamente, si accordò con Axiom per una serie di tre incontri, il quale venne vinta per 2-1 da Nathan, che si qualificò dunque per il Ladder match per il vacante NXT North American Championship ad NXT Halloween Havoc. Il 22 ottobre, durante tale evento, non riuscì a conquistare il vacante NXT North American Championship in un 5-Way Ladder match che comprendeva anche Carmelo Hayes, Oro Mensah, Von Wagner e Wes Lee poiché fu quest'ultimo a vincere la contesa. Il 28 febbraio, ad NXT, tornò in azione rispondendo alla Open challenge di Wes Lee per l'NXT North American Championship ma venne sconfitto. Nella puntata di NXT del 28 marzo prese parte ad una Battle Royal con in palio un posto per il match per l'NXT North American Championship a NXT Stand & Deliver ma venne eliminato per ultimo da Axiom.
Nella puntata di NXT del 13 giugno prevalse su Oro Mensah, che era in sostituzione dell'indisponibile campione Noam Dar, in un british rounds rules match per 2-1 vincendo l'NXT Heritage Cup. Nella puntata speciale NXT Gold Rush del 27 giugno sconfisse Dragon Lee in un british rounds rules match per 2-1 mantenendo l'NXT Heritage Cup. Perse tuttavia il trofeo contro Dar il 22 agosto nella puntata speciale NXT Heatwave, in un british rounds rules match per 2-1, dopo 70 giorni di regno. Nella puntata di NXT del 29 agosto prese parte all'NXT Global Heritage Invitational sconfiggendo Joe Coffey nel primo turno, Duke Hudson nel secondo turno, il 5 settembre, e Akira Tozawa nel terzo turno del 12 settembre, ma venne infine sconfitto il 19 settembre, ad NXT, da Joe Coffey in un triple threat match che comprendeva anche Duke Hudson (tutti e tre, infatti, avevano lo stesso punteggio in classifica) non riuscendo dunque a qualificarsi per la finale. Nella puntata speciale NXT Halloween Havoc del 31 ottobre affrontò Dominik Mysterio per l'NXT North American Championship venendo sconfitto. Il 9 dicembre, nel Pre-Show di NXT Deadline, venne sconfitto da Axiom. Nella puntata di NXT del 9 gennaio fece coppia con Axiom e i due sconfissero Hank Walker e Tank Ledger nel primo turno del Dusty Rhodes Tag Team Classic. Due settimane dopo però, il 23 gennaio ad NXT, vennero sconfitti ed eliminati da Baron Corbin e Bron Breakker nelle semifinali.
Il 19 marzo, ad NXT, Frazer e Axiom prevalsero sui No Quarter Catch Crew (Charlie Dempsey e Myles Borne) qualificandosi per il triple threat tag team match di qualificazione per diventare gli sfidanti all'NXT Tag Team Championship per NXT Stand & Deliver.
Il 2 aprile ad NXT, riuscirono a prevalere sui O.C. (Luke Gallows e Karl Anderson) e i Latino World Order (Joaquin Wilde e Cruz Del Toro). All'evento del 6 aprile, hanno l'opportunità di conquistare i titoli di coppia detenuti da Baron Corbin e Bron Breakker, ma gli sfidanti perdono l'incontro. Nella successiva puntata di NXT del 9 aprile avranno una rivincita, dove riusciranno a prevalere, diventando campioni per la prima volta. Nella puntata di NXT del 13 agosto, dopo molteplici difese dei titoli, le perdono contro gli Chase U (Andre Chase e Ridge Holland) dopo 126 giorni di regno. Ma riconquistarono i titoli in una rivincita 19 giorni dopo a NXT No Mercy. Il 23 gennaio Axiom e Frazer debuttano sul ring della TNA ad Impact come rappresentanti della NXT dove difenderanno i titoli contro The Rascalz, diventando i primi wrestler a difendere un campionato WWE in TNA. Il 19 aprile, ad NXT Stand & Deliver, Frazer e Axiom perdono le cinture contro Hank Walker e Tank Ledger, concludendo il loro secondo regno dopo 230 giorni.

#### SmackDown (2025–presente)
Frazer insieme al suo partener, Axiom passano a SmackDown, i Fraxiom esordiscono nello show blu nella puntata del 25 aprile battendo Angel e Berto membri del Legado del Fantasma. Il wrestler britannico aveva già fatto una apparizione a SmackDown, il 4 aprile del 2025 dove perse contro Rey Fénix. Il duo ottiene diverse vittorie e nella puntata del 23 maggio ottengono un mach titolato per gli WWE Tag Team Championship degli Street Profits, ma per colpa del ritorno dei Wyatt Sicks l'incontro finisce in no contest.

## Personaggio

### Mosse finali
- Frog Splash
- Phoenix Splash (450° splash)

### Soprannomi
- "The Prodigy of Pro Wrestling"

## Titoli e riconoscimenti
- Resolute Wrestling
  - Resolute P4P Championship (1)
  - Resolute Undisputed Championship (2)
- SCW Pro Wrestling
  - SCW Pro Iowa Wrestling Championship (1)
- WWE
  - NXT Tag Team Championship (2) – con Axiom[2]
  - NXT Heritage Cup (1)
  - NXT Tag Team Championship Eliminator Tournament (2024) – con Axiom
  - NXT Year-End Award (1)
    - Tag Team of the Year (2024)  – con Axiom

- Pro Wrestling Illustrated
  - 2º tra i 100 migliori team di wrestler nella PWI 100 (2024)  – con Axiom[30]